# 30368 Ericferrante
30368 Ericferrante este un asteroid din centura principală de asteroizi.

## Descriere
30368 Ericferrante este un asteroid din centura principală de asteroizi. A fost descoperit pe 6 mai 2000 la Socorro, New Mexico, în cadrul proiectului LINEAR. Asteroidul prezintă o orbită caracterizată de o semiaxă mare de 2,55 ua, o excentricitate de 0,10 și o înclinație de 6,1° în raport cu ecliptica.